# Puente Bosch
El puente Bosch es un puente balanceador que cruza el Riachuelo, uniendo el barrio de Barracas, Comuna 4 de la Ciudad Autónoma de Buenos Aires con la localidad de Piñeyro, Partido de Avellaneda de la Provincia de Buenos Aires, Argentina. Corre junto a las vías del ferrocarril General Roca entre las estaciones Hipólito Yrigoyen y Estación Avellaneda.
Este puente metálico levadizo fue inaugurado el 30 de julio de 1908.
La historia del Bosch lo deja pegado a una tragedia: a las 6:05 del 12 de julio de 1930, un coche del tranvía 105 siguió su marcha cuando el puente estaba levantado para permitir el paso de un barco y el tranvía cayó a las aguas del Riachuelo. Murieron 56 de los 60 pasajeros que transportaba el tranvía. En su mayoría eran obreros de Gerli, La Mosca y Piñeyro que se dirigían a su trabajo. (Ver Accidente tranviario del Riachuelo)
En el año 2001 se clausuró este puente debido al deterioro que presentaba. Luego fue reacondicionado, puesto en valor y mantenido por el Ministerio de Planeamiento y Obras Públicas de la ciudad de Buenos Aires. El 5 de junio de 2008 se habilitó al tránsito automotor, con restricciones de altura (4,1 m) y peso (12 toneladas).

## Estructura
Es un puente de estructura metálica remachada, compuesto por tres tramos, dos de los cuales son fijos ( los extremos), y uno levadizo, central. Las luces de cada tramo son 16 m (tramo sur) 20,5 m (tramo central) y 16,5 m (tramo Norte). La distancia entre ejes de vigas principales es de 9,3 m (tramo sur), 9,4 m (tramo central) y 10,9 m (tramo norte).
Su estructura está compuesta por vigas principales reticuladas superiores del tipo Warren formadas por perfiles laminados. Previo a su actual puesta en Valor, el tablero estaba compuesto por vigas transversales principales de alma llena armadas con chapas de alma y perfiles ángulos con platabandas formando las alas. Dichas vigas estaban (y están) separadas 4,1 m en los tramos fijos y 3,45 m en el central. Estas vigas descargan en las longitudinales principales a través de su unión directa a los montantes de estas últimas.
Asimismo, la estructura metálica del tablero se completaba con largueros longitudinales de perfiles laminados IPN cada 1,75 m. Originalmente, la calzada estaba compuesta solo por las dos vías para el paso de tranvías apoyadas sobre una retícula de listones de madera. Posteriormente, con el cambio de destino, de tranviario a vehicular, se reemplazaron dichas vías por una capa de rodamiento asfáltica. El ancho actual de la calzada es de 6,2 m correspondientes a dos trochas, una por cada sentido de circulación.
Durante su extensa vida de servicio tuvo cambios de destino y varias reparaciones, y la anulación de la posibilidad de izaje, hecho que se repitió en el resto de los puentes que cruzan el Riachuelo. Debido al deterioro que presentaba, fue cerrado al tránsito en el año 2001.
En el año 2008 se hizo una completa puesta en valor, se reforzaron y/o reemplazaron los elementos estructurales que poseían un estado de corrosión avanzado y/o los que no resultaban capaces de resistir las cargas de uso. Asimismo, la solución estructural del tablero, puede diferenciarse entre los tramos fijos y el móvil. En los primeros, dado que no existe una conveniente restricción de cargas permanentes, se optó por realizar un sistema de tablero mixto hormigón – acero, mediante la incorporación de losetas premoldeadas de hormigón armado unidas a las vigas metálicas existentes, de tal forma de impedir su deslizamiento relativo con el consecuente aumento de la capacidad de carga. A su vez, estas losetas conforman la carpeta de rodamiento. En el tramo móvil, dado que se requería limitar las cargas permanentes con el fin de no sobreexigir al sistema de izaje, se optó por una solución de rejas metálicas de calzada, reforzando, a su vez, las vigas metálicas existentes del tablero. El sistema de elevación fue concebido a través de contrapesos y ruedas dentadas accionadas a través de un sistema electromecánico de gran número de engranajes y dos motorreductores, capaz de hacer girar dichas ruedas sobre las cremalleras inferiores, a la vez que el contrapeso retrocedía y descendía. La sincronización estaba lograda mecánicamente mediante un eje que unía ambos sistemas laterales. Finalizadas las obras, fue abierto nuevamente sólo para tránsito liviano.
En la actualidad, el sistema electromecánico de accionamiento, principalmente por el aumento de las cargas permanentes de calzada, fue reemplazado por un sistema de accionamiento hidráulico formado por dos pistones de tracción regulados electrónicamente por válvulas de control proporcional que aseguran el balanceo de cargas de accionamiento, la sincronización, actualmente, es electrónica y no mecánica. Estos pistones traccionan la cremallera superior que, a su vez, accionan a las ruedas dentadas. Estas cremalleras superiores, originalmente, eran traccionadas por los sistemas de engranajes que pueden fácilmente verse en el extremo norte del puente. Estos sistemas de engranajes, actualmente no poseen función mecánica (giran "locos"), sin embargo, fueron conservados, tanto por su valor histórico como por su particular atractivo. El tramo móvil será izado hasta un ángulo aproximado de 70°, lo que generará una apertura de paso aproximado de 18 m. El tiempo de izaje, para dicha apertura es de aproximadamente, dos minutos.

## Galería

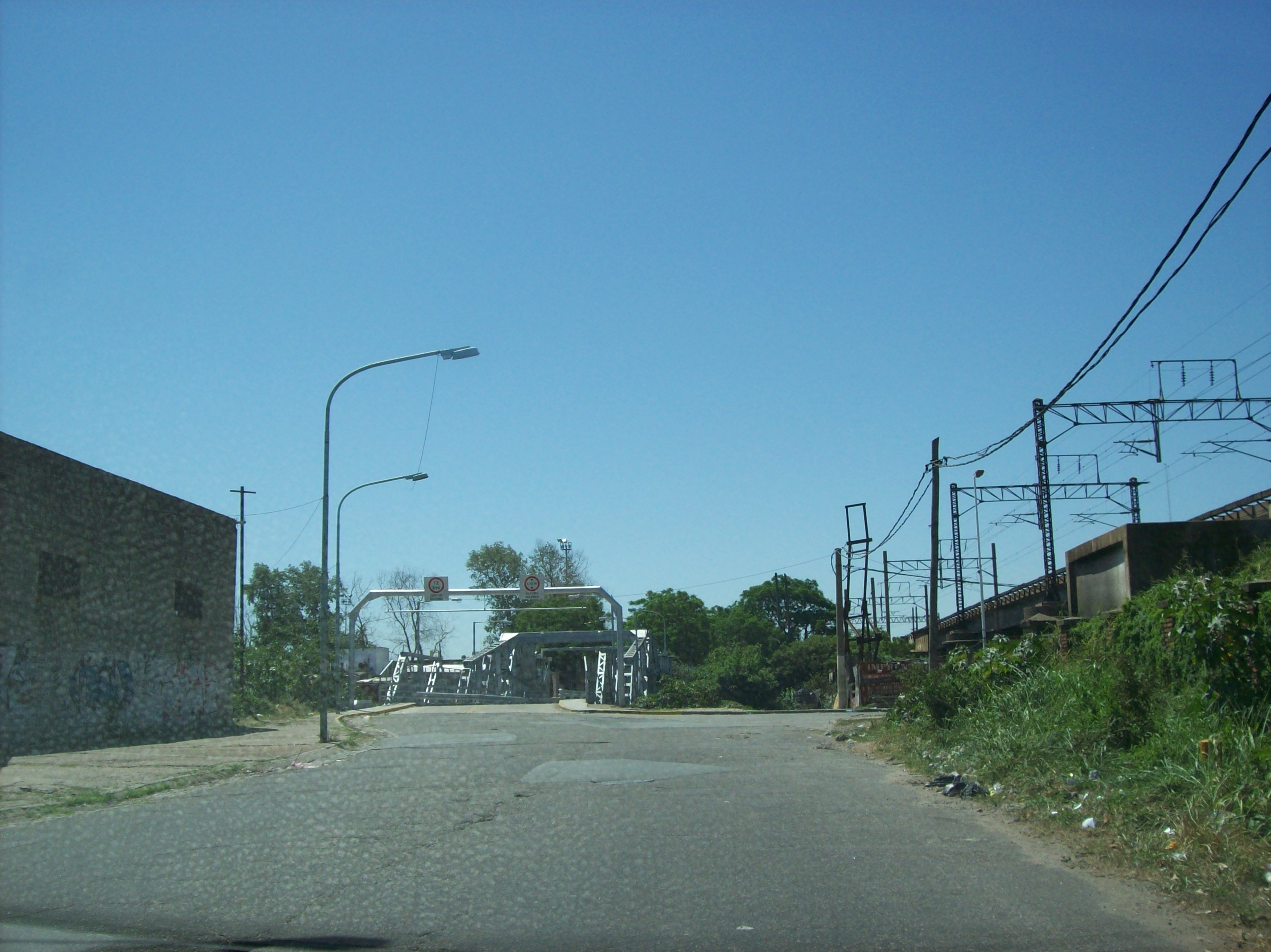
Puente Bosch visto desde el acceso sur, en Avellaneda. A la derecha, ramal electrificado del Ferrocarril General Roca.
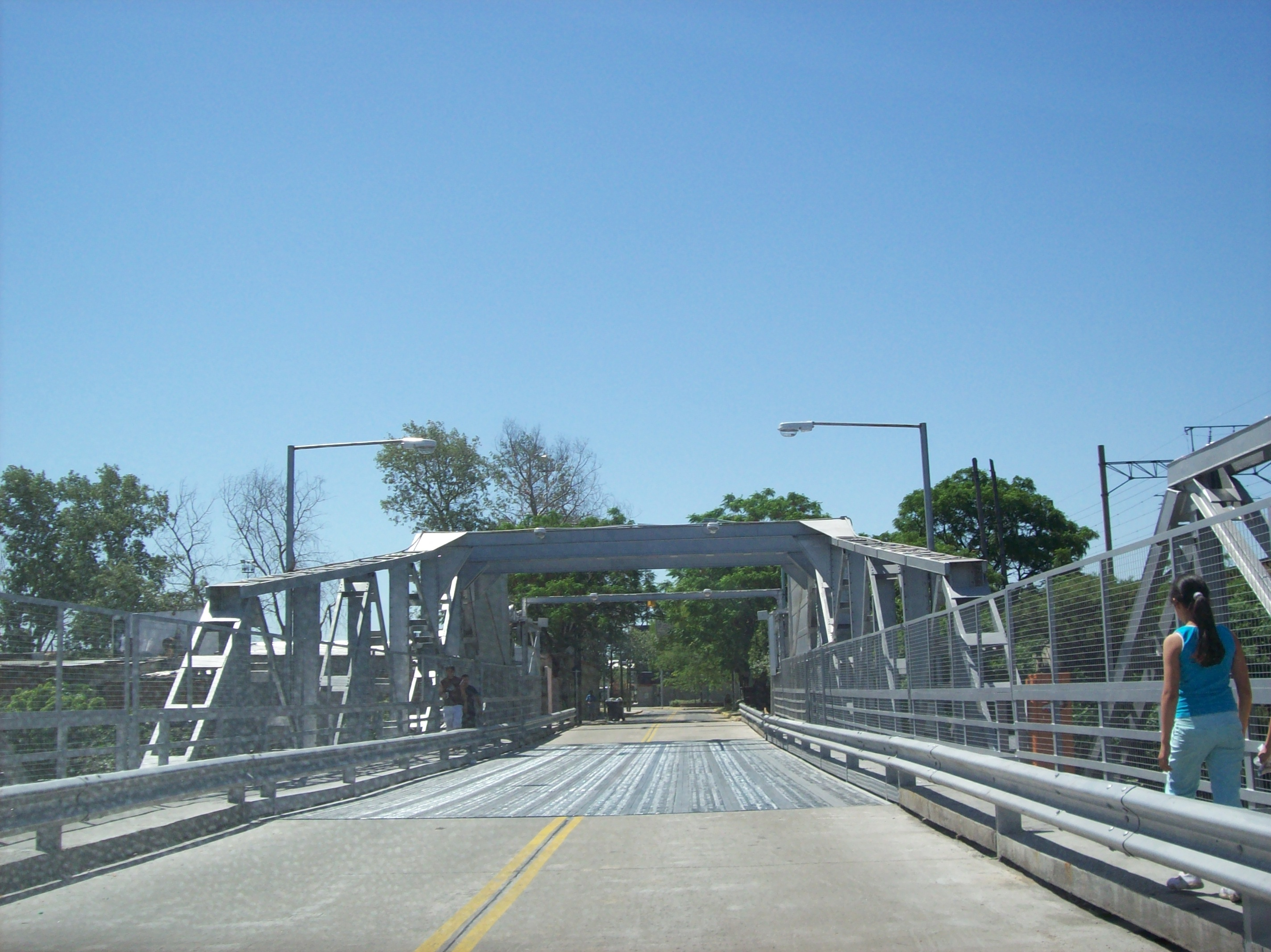
Calzada y aceras del Puente Bosch que cruza el Riachuelo entre el barrio porteño de Barracas y la ciudad de Avellaneda.
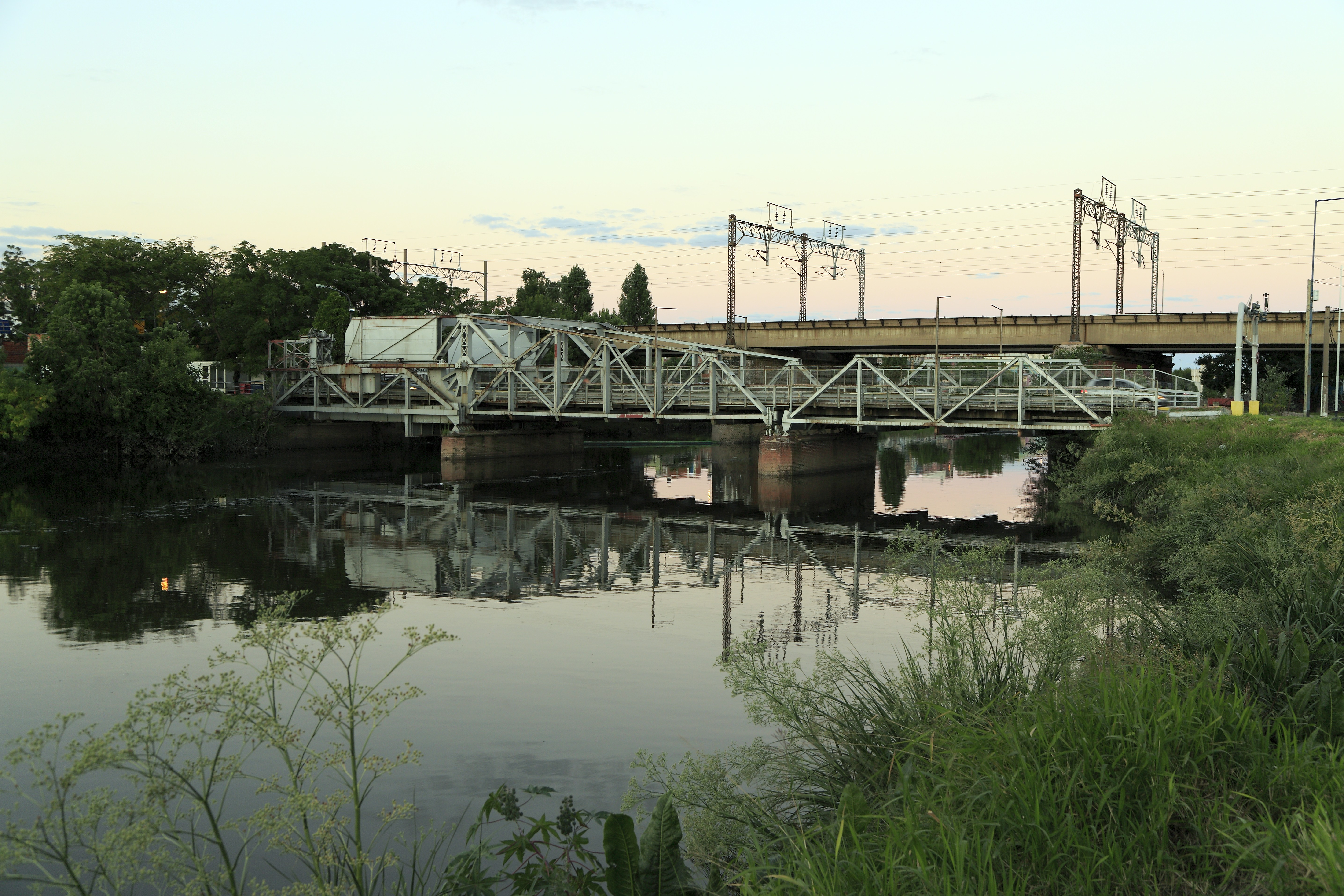
Frente al puente Riachuelo del Ferrocarril General Roca, el Puente Bosch es el centro de los tres puentes basculantes de rodillos sobre este río.